# 55 років визволення України від фашистських загарбників (монета)
«55 ро́ків ви́зволення Украї́ни від фаши́стських зага́рбників» — ювілейна монета номіналом 2 гривні, випущена Національним банком України, присвячена 55-й річниці вигнанню з України нацистських загарбників, на вшанування учасників бойових дій, інвалідів війни 1941—1945 років, ветеранів трудового фронту, світлої пам'яті полеглих у боротьбі з нацизмом.
Монету введено в обіг 20 жовтня 1999 року. Вона належить до серії «Друга світова війна».

## Опис монети та характеристики
| Номінал грн. | Метал      | Маса, г | Діаметр, мм | Якість виготовлення | Гурт     | Тираж, штук |
| ------------ | ---------- | ------- | ----------- | ------------------- | -------- | ----------- |
| 2            | нейзильбер | 12,8    | 31,0        | звичайна            | рифлений | 50 000      |

### Аверс

Стилізоване зображення лаврового вінка — символу слави, перемоги і миру

На аверсі монети в обрамленні пшеничного колосся зображено малий Державний Герб України та розміщено написи: «УКРАЇНА», «1999», «2 ГРИВНІ 2».

### Реверс
На реверсі монети зображено лаврову гілку — символ слави, лезо меча, салютні зірки та розміщено напис: «55, РОКІВ, ВИЗВОЛЕННЯ, УКРАЇНИ, ВІД ФАШИСТСЬКИХ, ЗАГАРБНИКІВ».

## Автори
- Художник — Івахненко Олександр.
- Скульптор — Чайковський Роман.

## Вартість монети
Під час введення монети в обіг 1999 року, Національний банк України розповсюджував монету за її номінальною вартістю — 2 гривні.
Фактична приблизна вартість монети, з роками змінювалася так:
| Рік        | 2005 | 2006 | 2007 | 2008 | 2009 | 2010 | 2011 | 2012 | 2013 | 2014 | 2015 | 2016 | 2017 | 2018 | 2019 | 2020 | 2021 | 2022 | 2023 | 2024 | 2025 |
| ---------- | ---- | ---- | ---- | ---- | ---- | ---- | ---- | ---- | ---- | ---- | ---- | ---- | ---- | ---- | ---- | ---- | ---- | ---- | ---- | ---- | ---- |
| Ціна, грн. | 40   | 100  | 115  | 160  | 210  | 210  | 250  | 250  | 250  | 230  | 300  | 285  | 300  | 340  | 300  | 270  | 400  | 370  | 500  | 760  | 740  |